# McLemoresville
McLemoresville est une municipalité américaine située dans le comté de Carroll au Tennessee.
Selon le recensement de 2010, McLemoresville compte 352 habitants. La municipalité s'étend sur 2,58 milles carrés (6,68 km2).
D'abord appelée Carrolton ou Carrollton, la localité est renommée en l'honneur du colonel John C. McLemore lors de la création de la municipalité en 1833.